# Calicrátidas
Calicrátidas foi um almirante espartano, na época da Guerra do Peloponeso. Ele tornou-se comandante da esquadra de Esparta, sucedendo a Lisandro, quando o tempo de comando deste terminou.

## Personalidade
Calicrátidas era muito jovem quando ganhou o comando, sem ambições e de caráter reto, pois ainda não havia tido contato com os estrangeiros. Ele era justo, e durante seu período como comandante nada foi feito de errado contra alguma cidade ou cidadão; ele lidava sumariamente contra quem queria corrompê-lo e os punia.
Em personalidade Calicrátidas era o oposto de Lisandro: Lisandro era cheio de artimanhas e perseverante, enquanto que Calicrátidas era sincero e aberto, e não tentava obter nada através de truques ou traições.

## Vitórias
Calicrátidas reuniu a frota em Éfeso que, junto com os aliados, somava cento e quarente trirremes. Com esta força, ele teve várias vitórias contra os atenienses.
Conon opôs-se a Calicrátidas em Lesbos, mas na Batalha de Mitilene (406 a.C.), os atenienses foram derrotados, sua frota destruída ou capturada, e os soldados se refugiaram em Mitilene.

## Morte
Enquanto isso, os atenienses e seus aliados conseguiram mais cento e cinquenta trirremes e foram para as ilhas Arginusas, com intensão de libertar o cerco de Mitilene.
As ilhas Arginusas eram habitadas naquela época por um pequeno grupo de etólios, e ficavam entre Mitilene e Cime.
Calicrátides, quando soube da aproximação dos atenienses, deixou Eteônico comandando o cerco, e levou cento e quarenta trirremes para as ilhas Arginusas.
Na preparação para a batalha, um adivinho disse a Calicrátides que ele morreria, mas ao que ele respondeu: Se eu morrer na luta, eu não terei diminuído a fama de Esparta.
Durante a batalha, sua trirreme abalroou a trirreme de Péricles, filho do famoso Péricles;  na luta que se seguiu, Calicrátides foi morto.